# Prasinocyma inturbida
Prasinocyma inturbida là một loài bướm đêm trong họ Geometridae.